# Magura Wątkowska

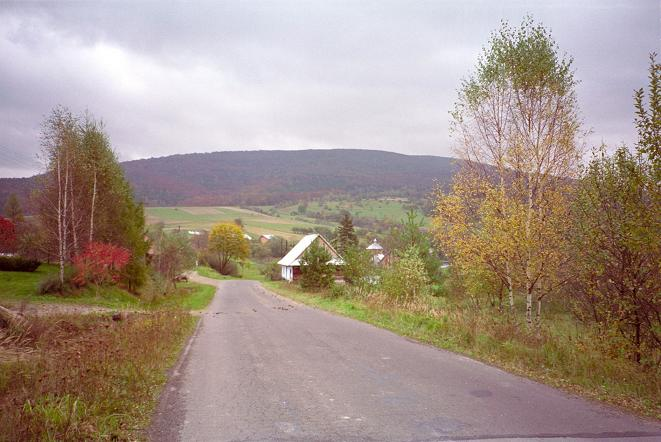
Magura Wątkowska widziana z Bodaków

Magura Wątkowska (846 m n.p.m.) – masyw górski w zachodniej części Beskidu Niskiego. Ma sześć wierzchołków, od zachodu: Kornuty (830 m n.p.m.), Wątkowa (846 m n.p.m., najwyższy), Magura (829 m n.p.m.), Kornuty (836 m n.p.m.), Majdan (768 m n.p.m.) i Łysy Czubek (711 m n.p.m.).
Na terenie Kornutów znajdują się wychodnie skalne, które otoczono ochroną (rezerwat przyrody Kornuty). Niedaleko szczytu Magury znajduje się pomnik poświęcony Janowi Pawłowi II odsłonięty 15 sierpnia 2003 z okazji 50 rocznicy wędrówki papieża przez Wątkową oraz 25 lecia pontyfikatu.
Jest to najwyższe wzniesienie Magurskiego Parku Narodowego.
Szlaki piesze
- Wołowiec – Bacówka PTTK w Bartnem – Magura Wątkowska (846 m n.p.m.) – Świerzowa (801 m n.p.m.) – Kolanin (705 m n.p.m.) (Główny Szlak Beskidzki)
- Folusz – Magura Wątkowska (846 m n.p.m.) – Bartne – Banica – Wołowiec
- Mały Ferdel (578 m n.p.m.) – Barwinok (670 m n.p.m.) – Magura Wątkowska (846 m n.p.m.) – Folusz – Mrukowa